# PhpMyAdmin
phpMyAdmin es una herramienta escrita en PHP con la intención de manejar la administración de MySQL y MariaDB a través de páginas web, utilizando un navegador web. Actualmente puede crear y eliminar bases de datos, crear, eliminar y alterar tablas, borrar, editar y añadir campos, ejecutar cualquier sentencia SQL, administrar claves en campos, administrar privilegios, exportar datos en varios formatos y está disponible en 72 idiomas. Se encuentra disponible bajo la licencia GPL Versión 2.
Este proyecto se encuentra vigente desde el año 1998, siendo el mejor evaluado en la comunidad de descargas de SourceForge.net como la descarga del mes de diciembre del 2002. Como esta herramienta corre en máquinas con Servidores Webs y Soporte de PHP y MySQL, la tecnología utilizada ha ido variando durante su desarrollo.

## Historia
Tobias Ratschiller, por entonces un consultor IT y después fundador de Maguma, una compañía de software, comenzó a trabajar en la elaboración de una red administrativa basada en PHP cliente-servidor en MySQL en 1998 e inspirado por Peter Kuppelwieser y su MySQL-Webadmin. Cuando Ratschiller dejó el proyecto por falta de tiempo, así como el phpAdsNew del cual es también su inventor, el phpMyAdmin se había convertido en una de las aplicaciones PHP más populares, y las herramientas de administración MySQL constituían una gran comunidad de usuarios y administradores. Es de anotar que esto incluía una buena contribución por parte de distribuidores de Linux.
Para coordinar el creciente número de parches, tres desarrolladores de software, Olivier Müller, Marc Delisle y Loïc Chapeaux, registraron el proyecto phpMyAdmin en SourceForge.net y continuó su crecimiento en 2001.

## Especificaciones
Las especificaciones proveídas por el programa incluyen:
1. Interfaz Web para la gestión gráfica.
2. Manejador de base de datos MySQL, MariaDB y Drizzle.
3. Importación de datos desde CSV y SQL
4. Exporta datos a varios formatos: CSV, SQL, XML, PDF (vía la biblioteca TCPDF), ISO/IEC 26300 - OpenDocument Text y Spreadsheet, Word, Excel, LaTeX y otros.
5. Administración de múltiples servidores.
6. Crea gráficos PDF del diseño de la base de datos.
7. Crea consultas complejas usando Query-by-Example (QBE).
8. Búsqueda global en una base de datos o un subconjunto de esta.
9. Transforma datos almacenados a tal como BLOB.
10. Live charts para monitorear las actividades del servidor MySQL tales como conexiones, procesos, uso de CPU y/o memoria, etc.

## Estado actual
El software, actualmente está disponible en 72 idiomas, y se encuentra mantenido por el Proyecto phpMyAdmin bajo responsabilidad de Olivier Müller, Marc Delisle, Alexander M. Turek, Michal Čihař y Garvin Hicking.
Soporta también el motor MariaDB (Fueron testeadas las versiones de los motores 5.1 y 5.2) y a partir de la versión 3.5 es soportado el motor Drizzle.

## Productos similares
Una herramienta similar es phpPgAdmin, la cual ofrece funcionalidades similares para PostgreSQL y que comenzó como una copia de phpMyAdmin pero con una base de códigos completamente diferente.
Otros productos para el manejo de base de datos Microsoft SQL Server, es phpMSAdmin (beta).
Otro gestor de base de datos conocido como Adminer (formalmente conocido como phpMinAdmin) para el manejo de MySQL, tiene las características más importantes de phpMyAdmin, pero consiste en un único archivo php.